# المجموعة التونسية لخدمات السفر
المجموعة التونسية لخدمات السفر، هي كبرى شركات السياحة في تونس. أسست الشركة عام 1968 من قبل عزيز ميلاد أحد إطارات الديوان الوطني التونسي للسياحة. تخصصت الشركة في البداية في إستقبال ونقل المسافرين قبل أن تصبح ممثل وكالة الأسفار الألمانية نيكرمان في تونس. صاحبت الشركة النمو الكبير للسياحة في البلاد لتصبح شركة سياحية متكاملة حاضرة في كافة مراحل المنظومة السياحية. تملك الشركة 4 فنادق توفر طاقة إستيعاب تفوق 4000 سرير (حوالي 20% من طاقة إستيعاب كافة القطاع) كما تملك حصصا في عدة فنادق في البلاد. للشركة أيضا شراكة مع الشركة العربية الليبية للاستثمارات الأفريقية في إطار شركة «لايكو لتسيير الفنادق والمنتجعات» التي تدير عدة فنادق في القارة الإفريقية. إضافة لامتلاكها ل80 حافلة تسيطر الشركة على شركة الطيران الجديد تونس ثاني أكبر شركة للطيران في البلاد بعد الخطوط الجوية التونسية. للمجموعة أيضا شركات فرعية تنشط في صناعة اللف، الفلاحة، خدمات الكمبيوتر، وتجارة مواد الإعلامية. تملك الشركة أيضا 8% من بنك تونس العربي الدولي أكبر البنوك التونسية، 3% في الاتحاد الدولي للبنوك و15% في الشركة الدولية للإيجار المالي. يدير الشركة عزيز ميلاد صحبة نجله كريم.

## فنادق المجموعة
من أبرز فنادق المجموعة:
- «فندق فينيسيا» بالحمامات (5 نجوم) بطاقة إستيعاب تبلغ 400 سرير.
- «صحراء بيتش» بالمنستير (3 نجوم) بطاقة إستيعاب تبلغ 2200 سرير.
- «نادي ألديانا» بالحمامات (4 نجوم) بطاقة إستيعاب تبلغ 750 سرير.
- «طبرقة بيتش» بطبرقة (4 نجوم) بطاقة إستيعاب تبلغ 460 سرير.